# 猪名寺駅

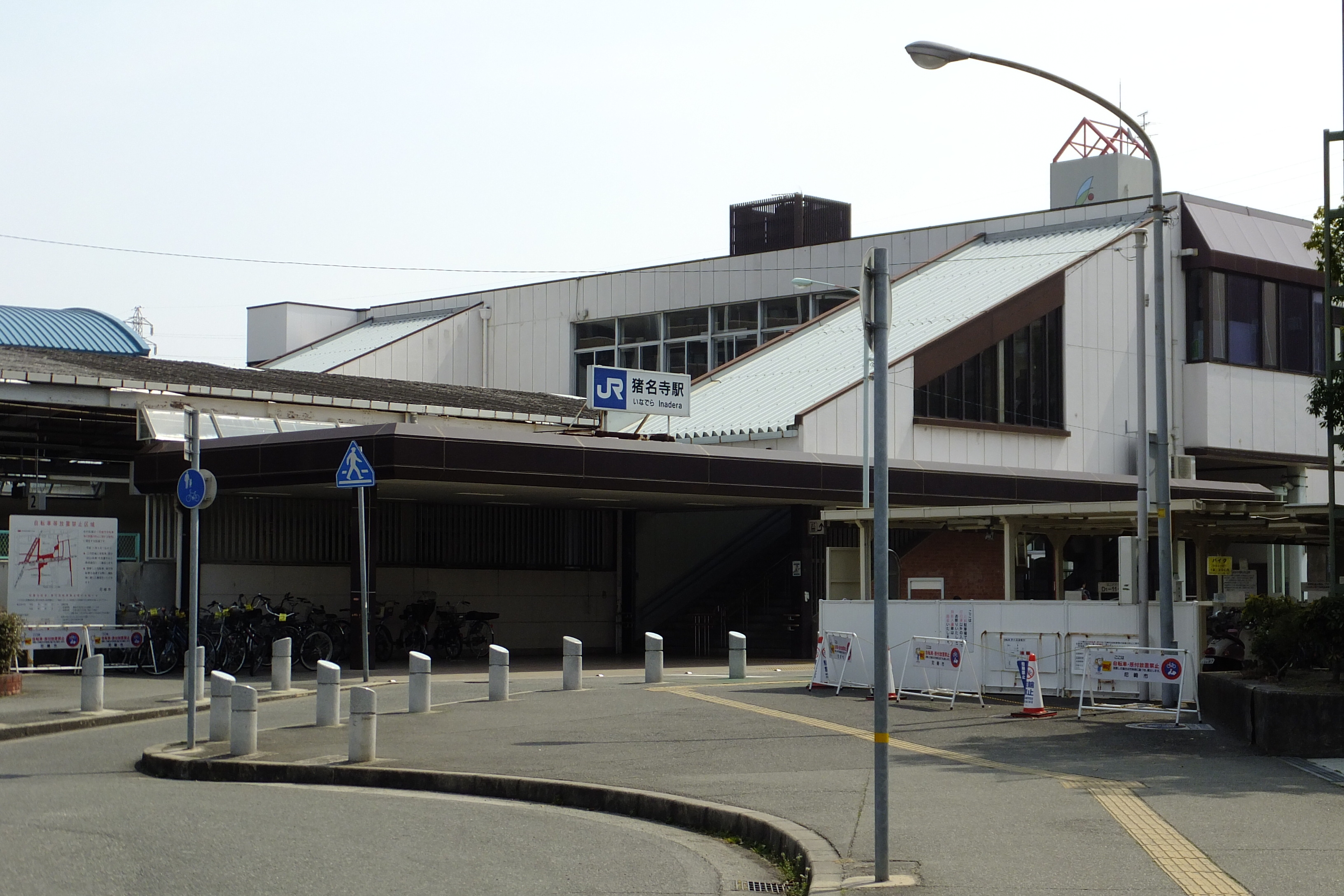
駅舎（西口）

猪名寺駅（いなでらえき）は、兵庫県尼崎市猪名寺二丁目にある、西日本旅客鉄道（JR西日本）福知山線の駅である。駅番号はJR-G51。
「JR宝塚線」の愛称区間に含まれている。

## 概要
1981年（昭和56年）4月1日に福知山線の塚口 - 宝塚駅間の電化に伴い開設された。
福知山線内では、西宮名塩駅と新三田駅（いずれも1986年11月1日開業）に次いで新しい。
当駅の管理駅は尼崎駅である。

## 歴史
- 1981年（昭和56年）4月1日：日本国有鉄道福知山線の塚口駅 - 伊丹駅間に新設開業[1][3]。
- 1987年（昭和62年）4月1日：国鉄分割民営化により西日本旅客鉄道（JR西日本）の駅となる[3]。
- 1988年（昭和63年）3月13日：路線愛称の制定により、「JR宝塚線」の愛称を使用開始。
- 1992年（平成4年）11月1日：みどりの窓口営業開始。
- 1997年（平成9年）12月10日：自動改札機を設置し、供用開始[4]。
- 2003年（平成15年）11月1日：ICカード「ICOCA」の利用が可能となる[5]。
- 2005年（平成17年）
  - 4月25日：JR福知山線脱線事故の影響で営業休止となる[3]。
  - 6月19日：福知山線が復旧、脱線事故後55日ぶりに営業を再開[3]。
- 2011年（平成23年）3月8日：JR宝塚・JR東西・学研都市線運行管理システム導入。接近メロディ導入。
- 2018年（平成30年）
  - 3月17日：当駅に駅ナンバリング「JR-G51」が導入され、使用を開始。
  - 3月20日：この日をもってみどりの窓口が営業終了[6]。
  - 3月21日：みどりの券売機プラスが利用開始[6]。
- 2021年（令和3年）9月1日：JR西日本交通サービスによる業務委託駅となる。

## 駅構造

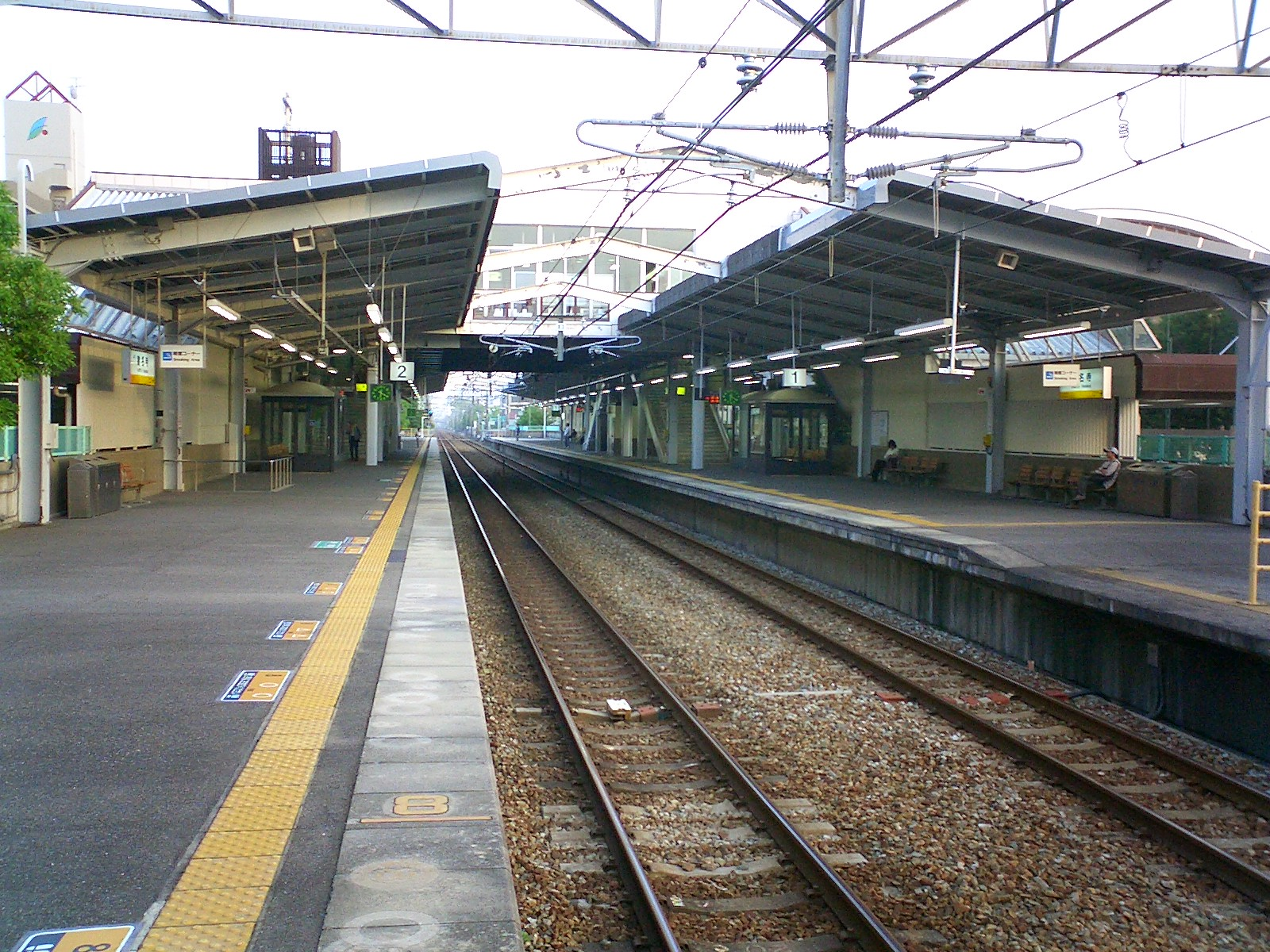
ホーム（2007年5月）

10両編成対応相対式2面2線のホームを持つ地上駅で、伊丹寄りに橋上駅舎を有する。分岐器や絶対信号機を持たないため、停留所に分類される。
改札口は橋上にある1か所のみ。改札のすぐ横（外側）にはキヨスクが出店している。
開業からしばらくは改札口まで階段を利用しなければならず、バリアフリー面の整備が遅れていたが、2011年3月にエレベーターが設置された（改札内外・東西に2基ずつ、計4基）。ホーム間の移動は跨線橋を使う。
JR西日本交通サービスによる業務委託駅で、自動券売機・自動改札機ともにICOCAおよびICOCAの相互利用対象ICカードが利用可能。

### のりば
| のりば | 路線     | 方向 | 行先     |
| ------ | -------- | ---- | -------- |
| 1      | JR宝塚線 | 下り | 宝塚方面 |
| 2      | JR宝塚線 | 上り | 尼崎方面 |

- 上表の路線名は旅客案内上の名称（愛称）で記載している。

## 利用状況
2022年（令和4年）度の1日平均乗車人員は8,354人である。
近くには高校や工場などがあり、学生などの通学・通勤者が多い。また、駅自体は尼崎市にあるが伊丹市との市境付近にあるため、伊丹市民の利用も多い。
各年度の1日平均乗車人員は以下の通りである。
| 年度               | 1日平均 乗車人員 | 出典          | 出典          |
| 年度               | 1日平均 乗車人員 | 兵庫県        | 尼崎市        |
| ------------------ | ---------------- | ------------- | ------------- |
| 1995年（平成07年） | 6,568            | [ 兵庫県 1 ]  |               |
| 1996年（平成08年） | 6,729            | [ 兵庫県 2 ]  |               |
| 1997年（平成09年） | 7,341            | [ 兵庫県 3 ]  |               |
| 1998年（平成10年） | 7,726            | [ 兵庫県 4 ]  |               |
| 1999年（平成11年） | 7,871            | [ 兵庫県 5 ]  |               |
| 2000年（平成12年） | 8,290            | [ 兵庫県 6 ]  |               |
| 2001年（平成13年） | 8,469            | [ 兵庫県 7 ]  |               |
| 2002年（平成14年） | 8,245            | [ 兵庫県 8 ]  |               |
| 2003年（平成15年） | 8,362            | [ 兵庫県 9 ]  |               |
| 2004年（平成16年） | 8,356            | [ 兵庫県 10 ] |               |
| 2005年（平成17年） | 7,894            | [ 兵庫県 11 ] |               |
| 2006年（平成18年） | 9,062            | [ 兵庫県 12 ] | [ 尼崎市 1 ]  |
| 2007年（平成19年） | 9,000            | [ 兵庫県 13 ] | [ 尼崎市 1 ]  |
| 2008年（平成20年） | 8,647            | [ 兵庫県 14 ] | [ 尼崎市 1 ]  |
| 2009年（平成21年） | 8,187            | [ 兵庫県 15 ] | [ 尼崎市 1 ]  |
| 2010年（平成22年） | 8,138            | [ 兵庫県 16 ] | [ 尼崎市 1 ]  |
| 2011年（平成23年） | 8,372            | [ 兵庫県 17 ] | [ 尼崎市 2 ]  |
| 2012年（平成24年） | 8,628            | [ 兵庫県 18 ] | [ 尼崎市 3 ]  |
| 2013年（平成25年） | 8,628            | [ 兵庫県 19 ] | [ 尼崎市 4 ]  |
| 2014年（平成26年） | 8,480            | [ 兵庫県 20 ] | [ 尼崎市 5 ]  |
| 2015年（平成27年） | 8,827            | [ 兵庫県 21 ] | [ 尼崎市 6 ]  |
| 2016年（平成28年） | 9,008            | [ 兵庫県 22 ] | [ 尼崎市 7 ]  |
| 2017年（平成29年） | 9,169            | [ 兵庫県 23 ] | [ 尼崎市 8 ]  |
| 2018年（平成30年） | 9,451            | [ 兵庫県 24 ] | [ 尼崎市 9 ]  |
| 2019年（令和元年） | 9,732            | [ 兵庫県 25 ] | [ 尼崎市 10 ] |
| 2020年（令和02年） | 8,208            | [ 兵庫県 26 ] | [ 尼崎市 11 ] |
| 2021年（令和03年） | 7,943            | [ 兵庫県 27 ] | [ 尼崎市 12 ] |
| 2022年（令和04年） | 8,354            | [ 兵庫県 28 ] | [ 尼崎市 13 ] |

## 駅周辺
- グンゼタウンセンター つかしん

南西に約400m。稲野駅（阪急伊丹線）も最寄り駅で、そちらの方がわずかに近いが、施設の正面玄関へは当駅の方が近い。
- キユーピー 伊丹工場
- エディオン 塚口店（旧・塚口電気館）
- 兵庫県立尼崎稲園高等学校
- 大手前大学 いたみ稲野キャンパス - 2021年4月に閉鎖
- 大手前短期大学 - 2021年4月に閉鎖
- 三菱電機伊丹製作所
- ダイハツ工業 研修センター
- 尼崎猪名寺郵便局
- 尼崎市立園田北小学校
- 神崎高級工機製作所
- 猪名寺廃寺跡[1]
- 尼崎市農業公園
- また、当駅の北側（伊丹寄り。）には山陽新幹線の高架橋と交差する。

## バス路線
駅の西口・東口にロータリーがあり、東口には阪神バスが、西口には伊丹市バスが発着している。
東口
- 阪神バス（尼崎市内線[9]）
  - 20番：東園田

西口
- 伊丹市営バス
  - 36系統：阪急伊丹 / 山田

この他、駅の西にある産業道路を阪急バス（尼崎線56・59系統）が運行しており、西口のロータリーへ乗り入れない代わりに当該路線用の最寄り停留所として「猪名寺西口」停留所がある。

## 隣の駅
西日本旅客鉄道（JR西日本）
 JR宝塚線（福知山線）
■丹波路快速・■快速・■区間快速
通過
■普通
塚口駅 (JR-G50) - 猪名寺駅 (JR-G51) - 伊丹駅 (JR-G52)

### 記事本文

### 利用状況の出典
1. ↑  兵庫県統計書 - 兵庫県
2. ↑  尼崎市統計書 - 尼崎市

#### 兵庫県統計書
1. ↑  兵庫県統計書平成7年(1995)  (Microsoft Excelの.xls)
2. ↑  兵庫県統計書平成8年(1996)  (Microsoft Excelの.xls)
3. ↑  兵庫県統計書平成9年(1997)  (Microsoft Excelの.xls)
4. ↑  兵庫県統計書平成10年(1998)  (Microsoft Excelの.xls)
5. ↑  兵庫県統計書平成11年(1999)  (Microsoft Excelの.xls)
6. ↑  兵庫県統計書平成12年(2000)  (Microsoft Excelの.xls)
7. ↑  兵庫県統計書平成13年(2001)  (Microsoft Excelの.xls)
8. ↑  兵庫県統計書平成14年(2002)  (Microsoft Excelの.xls)
9. ↑  兵庫県統計書平成15年(2003)  (Microsoft Excelの.xls)
10. ↑  兵庫県統計書平成16年(2004)  (Microsoft Excelの.xls)
11. ↑  兵庫県統計書平成17年(2005)  (Microsoft Excelの.xls)
12. ↑  兵庫県統計書平成18年(2006)  (Microsoft Excelの.xls)
13. ↑  兵庫県統計書平成19年(2007)  (Microsoft Excelの.xls)
14. ↑  兵庫県統計書平成20年(2008)  (Microsoft Excelの.xls)
15. ↑  兵庫県統計書平成21年(2009)  (Microsoft Excelの.xls)
16. ↑  兵庫県統計書平成22年(2010)  (Microsoft Excelの.xls)
17. ↑  兵庫県統計書平成23年(2011)  (Microsoft Excelの.xls)
18. ↑  兵庫県統計書平成24年(2012)  (Microsoft Excelの.xls)
19. ↑  兵庫県統計書平成25年(2013)  (Microsoft Excelの.xls)
20. ↑  兵庫県統計書平成26年(2014)  (Microsoft Excelの.xls)
21. ↑  兵庫県統計書平成27年(2015)  (Microsoft Excelの.xls)
22. ↑  兵庫県統計書平成28年(2016)  (Microsoft Excelの.xls)
23. ↑  兵庫県統計書平成29年(2017)  (Microsoft Excelの.xls)
24. ↑  兵庫県統計書平成30年(2018)  (Microsoft Excelの.xls)
25. ↑  兵庫県統計書令和元年(2019)  (Microsoft Excelの.xls)
26. ↑  兵庫県統計書令和2年(2020)  (Microsoft Excelの.xls)
27. ↑  兵庫県統計書令和3年(2021)  (Microsoft Excelの.xls)
28. ↑  兵庫県統計書令和4年(2022)  (Microsoft Excelの.xls)

#### 尼崎市統計書
1. 1 2 3 4 5  尼崎市統計書（平成23年） (PDF)
2. ↑  尼崎市統計書（平成24年） (PDF)
3. ↑  尼崎市統計書（平成25年） (PDF)
4. ↑  尼崎市統計書（平成26年） (PDF)
5. ↑  尼崎市統計書（平成27年） (PDF)
6. ↑  尼崎市統計書（平成28年） (PDF)
7. ↑  尼崎市統計書（平成29年） (PDF)
8. ↑  尼崎市統計書（平成30年） (PDF)
9. ↑  尼崎市統計書（令和元年） (PDF)
10. ↑  尼崎市統計書（令和2年） (PDF)
11. ↑  尼崎市統計書（令和3年） (PDF)
12. ↑  尼崎市統計書（令和4年） (PDF)
13. ↑  尼崎市統計書（令和5年） (PDF)